# Férfi 400 méteres síkfutás a 2011. évi nyári európai ifjúsági olimpiai fesztiválon
A 2011. évi nyári európai ifjúsági olimpiai fesztiválon az atlétikai versenyszámokat Trabzonban rendezték. A férfi 400 méteres síkfutás előfutamait július 25.-én, a döntőjét pedig július 27.-én rendezték.

## Selejtező
Minden selejtezőcsoport első 2 helyezettje (Q) illetve a további legjobb 2 időeredménnyel (q) rendelkező sportoló jutott tovább az elődöntőbe.
| H  | F | Név                  | Nemzet             | E     | Mj   |
| -- | - | -------------------- | ------------------ | ----- | ---- |
| 1  | 2 | Clovis Asong         | Egyesült Királyság | 46.74 | Q CR |
| 2  | 1 | Aliaksandr Krasouski | Fehéroroszország   | 48.44 | Q PB |
| 3  | 3 | Bram Luycx           | Belgium            | 48.55 | Q PB |
| 4  | 1 | Steffen Dale Trenk   | Németország        | 48.68 | Q    |
| 5  | 3 | Juho Vanhala         | Finnország         | 48.79 | Q PB |
| 6  | 1 | Jordan Geenen        | Franciaország      | 48.79 | q PB |
| 7  | 2 | Olaf Van Den Bergh   | Hollandia          | 49.06 | Q PB |
| 8  | 3 | Lucas Bua            | Spanyolország      | 49.18 | q    |
| 9  | 1 | Felix Schmid-Schutti | Ausztria           | 49.49 | PB   |
| 10 | 2 | Milos Raovic         | Szerbia            | 49.53 |      |
| 11 | 3 | Patryk Hladuniuk     | Lengyelország      | 49.57 |      |
| 12 | 3 | Samvel Grigoryan     | Örményország       | 49.88 |      |
| 13 | 2 | Rokas Pacevicius     | Litvánia           | 49.98 | PB   |
| 14 | 1 | Mareks Kudrjavcevs   | Lettország         | 50.16 |      |
| 15 | 1 | Tanel Reinomagi      | Észtország         | 51.16 |      |
| 16 | 3 | Jakub Juhascik       | Szlovákia          | 51.26 |      |
| 17 | 2 | Andreas Adamou       | Ciprus             | 52.86 |      |
| 18 | 2 | Kamran Ibrahimov     | Azerbajdzsán       | 53.53 |      |

## Döntő
| H     | Név                  | Nemzet             | E     | Mj |
| ----- | -------------------- | ------------------ | ----- | -- |
| Arany | Clovis Asong         | Egyesült Királyság | 46.93 |    |
| Ezüst | Steffen Dale Trenk   | Németország        | 48.75 |    |
| Bronz | Aliaksandr Krasouski | Fehéroroszország   | 48.91 |    |
| 4     | Juho Vanhala         | Finnország         | 49.06 |    |
| 5     | Olaf Van Den Bergh   | Hollandia          | 49.27 |    |
| 6     | Jordan Geenen        | Franciaország      | 49.37 |    |
| 7     | Lucas Bua            | Spanyolország      | 49.75 |    |
| -     | Bram Luycx           | Belgium            | -     | DQ |